# Eutelsat 4A
O Eutelsat 4A (anteriormente chamado de RESSAT, Orion 2, Eutelsat W1, Eurobird 4A) foi um satélite de comunicação geoestacionário europeu construído pela Astrium que, no final de sua vida útil, esteve localizado na posição orbital de 4 graus de longitude leste e era operado pela Eutelsat. O satélite foi baseado na plataforma Eurostar-2000+ e sua vida útil estimada era de 12 anos. O mesmo saiu de serviço em 2012 e foi enviado para a órbita cemitério.

## História
Originalmente a construção do satélite foi ordenado pela Orion Network Systems como Orion 2, o contrato foi posteriormente cancelado. O mesmo foi então comprado pela Eutelsat como reserva, chamado de RESSAT, que mais tarde foi renomeado para Eutelsat W1 como um satélite de substituição compatível com o seus satélites anteriormente lançados W2 e W3. A Eutelsat decidiu, posteriormente, lançar o W1, em setembro de 2000. Localizado na posição orbital de 10 graus leste, o satélite servia para uma ampla gama de aplicações que incluem comunicações empresariais, serviços baseados na Internet e transmissão de televisão. Ele tem 28 canais, dos quais 20 ofereciam cobertura da Europa, Norte da África, Oriente Médio e da Ásia Central através de um feixe fixo, com os restantes oito ligado a um feixe orientável, para tratar de novos mercados em áreas geográficas fora da área de cobertura fixa (nomeadamente África do Sul). Os serviços podiam ser prestados simultaneamente em ambas as coberturas.
Contratante principal para o satélite, a Astrium fornecido tanto a plataforma (baseada no Eurostar-2000+ versão do Eurostar série da empresa) e a carga útil.
Em 1 de março de 2012 a Eutelsat adotou uma nova designação para sua frota de satélites, todos os satélites do grupo assumiram o nome Eutelsat associada à sua posição orbital e uma letra que indica a ordem de chegada nessa posição, então o satélite foi renomeado para Eutelsat 4A. Em junho de 2009, o satélite foi transferido da posição orbital em 10° E para 4° E.

## Lançamento
O satélite foi lançado com sucesso ao espaço no dia 6 de setembro de 2000, às 22:33 UTC, por meio de um veículo Ariane-44P H10-3 V132 a partir do Centro Espacial de Kourou, na Guiana Francesa. Ele tinha uma massa de lançamento de 3.250 kg.

## Capacidade e cobertura
O Eutelsat 4A era equipado com 28 transponders de banda Ku que servia, para além da transmissão de programas de rádio e televisão, também ele tinha capacidade para o fornecimento de telecomunicações e serviços de multimédia, cobrindo a Europa, Ilhas do Atlântico, Norte da África, Oriente Médio e Ásia Centrale partes da Rússia.